# هيو جونسون (كاتب)
هيو جونسون (بالإنجليزية: Hugh Johnson)‏ هو كاتب بريطاني، ولد في 10 مارس 1939 في سانت جونز وود ‏ في المملكة المتحدة.